# Lois Abbinghová
Lois Abbinghová (* 13. srpna 1992 Groningen) je nizozemská házenkářka, která hraje dánskou nejvyšší soutěž za klub Odense Handebold. Nastupuje nejčastěji na pozici levé spojky.

## Klubová kariéra
- V&S Groningen
- –2010 E&O Emmen
- 2010–2014 VfL Oldenburg
- 2014–2016 HCM Baia Mare
- 2016–2018 Issy Paris Hand
- 2018–2020 Rostov-Don
- 2020- Odense Handebold

V roce 2019 získala s Rostovem ruský titul a byla finalistkou Ligy mistryň.

## Reprezentační kariéra
V mládežnických kategoriích získala třetí místo na mistrovství světa v házené žen do 18 let 2010 a druhé místo na mistrovství Evropy v házené žen do 19 let. Na MEJ 2011 byla královnou střelců.
V seniorské nizozemské reprezentaci hraje od roku 2010. Startovala na pěti světových šampionátech, v roce 2019 se zasloužila o premiérový titul nizozemského týmu, když v závěru finálového zápasu proti Španělsku proměnila sedmimetrový hod a stanovila konečné skóre na 30:29. Na MS 2017 byla vybrána do all-stars týmu a na MS 2019 se stala se 71 brankami nejlepší střelkyní. Také se zúčastnila tří mistrovství Evropy a jedněch olympijských her.
- Mistrovství Evropy v házené žen 2010: 8. místo
- Mistrovství světa v házené žen 2011: 15. místo
- Mistrovství světa v házené žen 2013: 13. místo
- Mistrovství světa v házené žen 2015: 2. místo
- Házená na Letních olympijských hrách 2016: 4. místo
- Mistrovství Evropy v házené žen 2016: 2. místo
- Mistrovství světa v házené žen 2017: 3. místo
- Mistrovství Evropy v házené žen 2018: 3. místo
- Mistrovství světa v házené žen 2019: 1. místo